# Kasteel van Jonquières
Het Kasteel van Jonquières (Frans: Château de Jonquières) is een kasteel in de Franse gemeente Jonquières. Het kasteel is een beschermd historisch monument sinds 1964.